# Людина, яка пізнала нескінченність
Людина, яка пізнала нескінченність (англ. The Man Who Knew Infinity) — британська біографічна драма 2015 року, заснована на сюжеті однойменної книги Роберта Канігеля (Kanigel).

## Сюжет
Срініваса Рамануджан (Дев Пател), вихований у бідній родині з індійського міста Мадраса, отримав запрошення на навчання в Кембриджському університеті. Поки Європа палала у вогні Першої світової війни, він досяг успіхів у розвитку математичних досліджень під керівництвом професора, Ґодфрі Гарольд Гарді (Джеремі Айронс).

## У ролях
| Актор          | Роль                        |
| -------------- | --------------------------- |
| Дев Пател      | Срініваса Рамануджан        |
| Джеремі Айронс | Ґодфрі Гарольд Гарді        |
| Девіка Бхісе   | Джанакі                     |
| Тобі Джонс     | Джон Ідензор Літлвуд        |
| Джеремі Нортем | Бертран Расселл             |
| Стівен Фрай    | Френсіс Спрінг              |
| Кевін Макнеллі | Персі Александр Макмехон    |
| Шазад Латіф    | Прасанта Чандра Махаланобіс |

## Інформація
Зйомки почалися в серпні 2014 року в Триніті-коледжі в Кембриджі. Світова прем'єра фільму відбулася на гала-презентації Міжнародного кінофестивалю в Торонто 2015 року і він був обраний як гала-відкриття Цюріхського кінофестивалю 2015 року. Фільм також показувався на інших кінофестивалях, у тому числі Сінгапурському міжнародному кінофестивалі і Дубайському міжнародному кінофестивалі.